# Götz Endre
Götz Endre (Hosszúfalu, 1924. augusztus 27. – Nagybánya, 2022. szeptember 3.) erdélyi magyar geológus, geológiai szakíró.

## Életútja
A brassói Honterus Gimnáziumban érettségizett (1943), a Bolyai Tudományegyetemen Török Zoltán tanítványaként szerzett diplomát (1948) s a földrajz–földtan tanszéken dolgozott (1949–59); ekkor jelent meg két tanulmánya: Amfibólok magmatikus rezorpciója a Görgényi-havasok andezitjeinél (A kolozsvári Victor Babeş és Bolyai Egyetemek Közleményei. Természettudományi sorozat 1957/1–2) és Adatok a Gyergyói-medence üledékeinek problémájához (Studia Universitatum Victor Babeş et Bolyai. Ser. II. Fasc. 1. Geologia, Geographia 1958/5).
Előbb 1960-ban a kolozsvári Bányaipari Vállalathoz, majd a nagybányai Bányatröszthöz került, 1965-től a Bányászati és Színesfémkohászati Kutató és Tervező Intézet munkatársaként működött Nagybányán. A Revista Minelor több – társaival közösen szerzett – román nyelvű tanulmányát közölte a Máramaros megyei bányavidékek geológiájáról, ugyancsak szakmunkával szerepelt az Anuarul Marmatia c. múzeumi évkönyvben (1978). Ismeretterjesztő írásai a Bányavidéki Fáklya hasábjain jelentek meg.